# 京極站
京極站（日语：／ Kyōgoku eki */?）、是位於北海道（後志支庁）虻田郡京極町字京極日本國有鐵道膽振線的一座車站（廢站）。隨著膽振線的廢線，本站於1986年（昭和61年）11月1日停用。

## 構造
廃止時，本站為単式月臺及島式月臺組成的複合型2面3線的地上駅，可以進行列車交會。

## 相鄰車站
日本國有鐵道
膽振線
東京極－京極－北岡
膽振線（脇方支線）
京極－脇方